# Veronella
Veronella là một đô thị ở tỉnh Verona trong vùng Veneto của Ý, có cự ly khoảng 80 km về phía tây của Venice và khoảng 30 km về phía đông nam của Verona. Tại thời điểm ngày 31 tháng 12 năm 2004, đô thị này có dân số 3.946 người và diện tích là 20,8 km².
Đô thị Veronella có các frazione (đơn vị trực thuộc) San Gregorio.
Veronella giáp các đô thị: Albaredo d'Adige, Arcole, Belfiore, Bonavigo, Cologna Veneta, Minerbe, Pressana và Zimella.